# 念阿彌慈恩
念阿彌慈恩（1350年（南朝正平五年、北朝觀應元年）－？）日本南北朝、室町時代之禪僧、劍豪，日本兵法三大源流之一的念流祖師，日本劍術奠基人。俗名相馬四郎，諱義元，出家後法名奧山慈恩，法號念阿彌，尊號念阿上人。

## 經歷
出身陸奧國相馬郡，其父為相馬左衛門尉忠重，有弟赤松三首座。父親仕於新田義貞，四郎義元5歲時父親被殺，由乳母攜同逃匿於武藏國。7歲時隨相模國藤澤遊行上人出家，成為上人弟子，法號念阿彌。日夜修煉劍術以報父仇。念阿彌後於平安京和鐮倉一帶修行，1368年至九州。在筑紫國安樂寺受僧人榮裕指導習得奧義，後返回鐮倉，集日本中古劍術之大成，創立念流，又可稱為「鐮倉念流」。
念阿彌後還俗，用原名相馬四郎義元，回到陸奧斬殺殺父仇人，後再入佛門，改法名慈恩。念阿彌行走各地，教授劍術。1408年於信濃國建立長福寺，被稱為念大和尚。去世年不明。其所建的長福寺於1582年甲州征伐時被織田軍以私自匿藏武田逃人為由燒毀。

## 劍術
念阿彌為日本後世大部分劍術流派之祖，但他並非日本劍術唯一之創始人，僅為中古劍術的集大成者之一。同時期還有高木重俊和藥師寺藏人等劍豪，念阿彌本人亦缺乏可考之戰績。不過，念阿彌的門徒卻影響了後世日本劍術的發展，念阿彌也因此成為日本劍術奠基人。

### 門人
- 二階堂右馬助（二階堂流）
- 赤松三首座（念首座流、正法念流）
- 堤宝山（宝山流）
- 中条判官（中条流）
- 甲斐筑前守（中条流、富田流）
- 猿御前（陰流）
- 沼田法印（丹石流）
- 樋口太郎兼重（樋口念流）